# Andalgalomys
Genre
Le genre Andalgalomys regroupe des rongeurs de la famille des cricétidés, appelés chaco mice par les anglophones.

## Liste des espèces
- Andalgalomys olrogi Williams et Mares, 1978
- Andalgalomys pearsoni (Myers, 1977) - espèce nommée ainsi en hommage au zoologiste américain Oliver Payne Pearson (1915-2003)[1]
- Andalgalomys roigi Mares and Braun, 1996